# Pacific Fruit Express
A Pacific Fruit Express (PFE) amerikai vasúti hűtőkocsik lízingcége volt, amely egy időben a világ legnagyobb hűtőkocsi-üzemeltetője volt.

## Története
A vállalatot 1906. december 7-én alapították a Union Pacific és a Southern Pacific vasúttársaságok közös vállalkozásaként. A vállalat 1907. október 1-jén kezdte meg működését, az American Car and Foundry Company (ACF) által épített 6600 hűtőkocsiból álló flottával.
1923-ban a Western Pacific Railroad csatlakozott a vállalkozáshoz, és saját, 2775 hűtőkocsiból álló új flottáját lízingelte a PFE-nek. Ezeket a PFE szabványos színeire festették, a páros UP-SP jelzések helyett csak WP heraldikával a kocsikon. A WP kocsikat az 1950-es évek végére mind nyugdíjazták, és a PFE flottájának utolsó fából készült hűtőkocsijai közé tartoztak. A WP 1967 végén megszüntette partnerségét a PFE-vel, és helyette a Fruit Growers Expresshez csatlakozott.
A PFE vagyonát az UP és az SP között osztották fel, amikor a vállalatot 1978. április 1-jén szétválasztották. Jelenleg az UP leányvállalata.
Pacific Fruit Express Roster, 1907–1970:
Forrás: The Great Yellow Fleet, p. 17.
A PFE tulajdonában lévő modern kocsikon jellemzően UP és SP heroldok, valamint a "Union Pacific Fruit Express" vagy a "Southern Pacific Fruit Express" felirat szerepelt. A jelentési jelek a Union Pacific által üzemeltetett kocsik esetében UPFE, a Southern Pacific által üzemeltetett kocsik esetében pedig SPFE voltak.